# Solus Rex
Solus Rex ist ein Roman-Fragment von Vladimir Nabokov. Der Autor gab das auf Russisch begonnene Projekt im Winter 1939/40 auf, als er in die Vereinigten Staaten emigrierte.
Nabokov gab den geplanten Inhalt wie folgt an: Der Held Sineussow, vom frühen Tod seiner Frau schwer getroffen, flüchtet sich in ein Gedankenspiel, in dem er König auf einer fiktiven nordischen Insel ist. Dort lässt er seine Frau als Königin wiederauferstehen. Von dieser Phantasieleistung wird der Witwer derart in Anspruch genommen, dass sie eine eigene Realität zu entwickeln beginnt.
Nabokov wählte als Roman-Titel hier die Bezeichnung für ein Schachproblem, in dem der schwarze König den weißen Figuren allein gegenübersteht. Nabokov war leidenschaftlicher Schachspieler und komponierte auch selbst Probleme. Auf Deutsch ist die Wendung „Rex Solus“ gebräuchlicher.
Erhalten blieben zwei selbstständige Erzählungen.
Ultima Thule wäre das erste Kapitel des geplanten Romans gewesen. Der Ich-Erzähler berichtet seiner verstorbenen Frau von der Begegnung mit einem Mann, der zufällig "das Rätsel des Universums" gelöst habe, darüber jedoch keine Auskunft mehr gibt, weil die erste Person, der er seine Erkenntnisse mitteilte, vor Erstaunen gestorben ist. Der Titel bezieht sich auf den Thulemythos; der Erzähler hat begonnen, ein Versepos gleichen Titels zu illustrieren. Der Text erschien 1942 auf Russisch in einer Emigrantenzeitschrift in New York; 1973 wurde er von Nabokov und seinem Sohn Dmitri ins Englische übersetzt.
Solus Rex, der Abschnitt, der dem ganzen Roman den Titel verliehen hätte, ist eine konkrete Ausarbeitung der Thule-Idee. Geschildert wird der privat und politisch isolierte König des nordischen Inselreiches sowie in einer Reminiszenz, durch welche Zufälle und Intrigen er ungewollt auf den Thron gelangt ist. Der Text erschien 1940 auf Russisch in einer Emigrantenzeitschrift in Paris; 1973 wurde er von Nabokov und seinem Sohn Dmitri ins Englische übersetzt.